# Atlantis Lucid Dreaming
Albums de Therion
Sirius B
(2004) Celebrators of Becoming
(2006)
Atlantis Lucid Dreaming est la troisième compilation du groupe suédois de death metal symphonique Therion, publié le 6 septembre 2005 par Nuclear Blast. Elle contient les chansons des albums A'arab Zaraq - Lucid Dreaming et Crowning of Atlantis.

## Liste des chansons
| No  | Titre                                                 | Durée |
| --- | ----------------------------------------------------- | ----- |
| 1.  | In Remembrance                                        | 6:28  |
| 2.  | Black Fairy                                           | 5:56  |
| 3.  | Fly to the Rainbow (reprise de Scorpions)             | 8:14  |
| 4.  | Under Jolly Roger (reprise de Running Wild)           | 4:36  |
| 5.  | Symphony of the Dead (nouvelle version instrumentale) | 3:39  |
| 6.  | Here Comes the Tears (reprise de Judas Priest)        | 3:21  |
| 7.  | The Crowning of Atlantis                              | 4:58  |
| 8.  | Mark of Cain                                          | 5:01  |
| 9.  | Clavicula Nox (remix)                                 | 8:52  |
| 10. | Crazy Nights (reprise de Loudness)                    | 3:43  |
| 11. | From the Dionysian Days                               | 3:16  |
| 12. | Thor (The Powerhead) (reprise de Manowar)             | 4:47  |
| 13. | Seawinds (reprise de Accept)                          | 4:23  |
| 14. | Black Sun (live)                                      | 5:46  |